# Jan de Fast
Jan de Fast (1914) es un escritor francés adscrito a los géneros de la ciencia ficción y fantasía que escribió bajo los seudónimos Gen Khor, Franz Nikols, Noël Ward, Karol Bor. Fue uno de los autores más prolíficos de la colección Anticipation de Fleuve Noir, mientras que la mayoría de sus obras incluyen como personaje al Doctor Alan, un alto funcionario del planeta Alpha que es una especie de James Bond interplanetario publicado por primera vez en 1973.

## Obras
| - Aux confins de l'empire Viédi (1979). - Cancer dans le cosmos (1974). - La Cité où le soleil n'entrait jamais (1979). - Dans la gueule du Vortex (1975). - La Dernière bataille de l'espace (1980). - La Drogue des étoiles (1974). - L'Envoyé d'Alpha (1972). - Les Esclaves de Thô (1977). - Le Fils de l'étoile (1979). - Hier est né demain (1978). - Les Hordes de Céphée (1975). - Il fera si bon mourir ... (1981). - L'Impossible retour (1973). - Infection focale (1973). - Involution interdite (1977). | - Les Jeux de Nora et du hasard (1978). - La Loi galactique (1976). - Mondes en dérive (1977). - La Mort surgit du néant (1956). - Nurnah aux temples d'or (1976). - Par le temps qui court... (1976). - Pas de berceau pour les Ushas (1978). - Pas de passeport pour Anésia (1981). - Le Piège de l'oubli (1978). - Le Plan de clivage (1978). - La Planète assassinée (1972). - La Planète des normes (1977). - Plus belle sera l'aurore (1979). - Quand les deux soleils se coucheront (1974). | - Quatrième mutation (1973). - S.O.S. Andromède (1976). - La Saga des étoiles (1975). - Le Salut de l'empire Shekara (1975). - Sécession à Procyon (1975). - Le Secret des pierres radieuses (1981). - Seules les étoiles meurent (1977). - Tourbillon temporel (1975). - Les Tueurs d'âme (1974). - Les Tziganes du Triangle austral (1976). - L'Ultimatum des treize jours (1980). - Un pas de trop vers les étoiles (1977). - Une porte sur ailleurs (1976). - Les Walkyries des Pléiades (1976). |